# Принц Віджая
Принц Віджая (синг. විජය කුමරු) - перший король Шрі-Ланки, що згадується в історичній хроніці Махавамса. Правив приблизно з 543 по 505 рік до н.е.

## Біографія

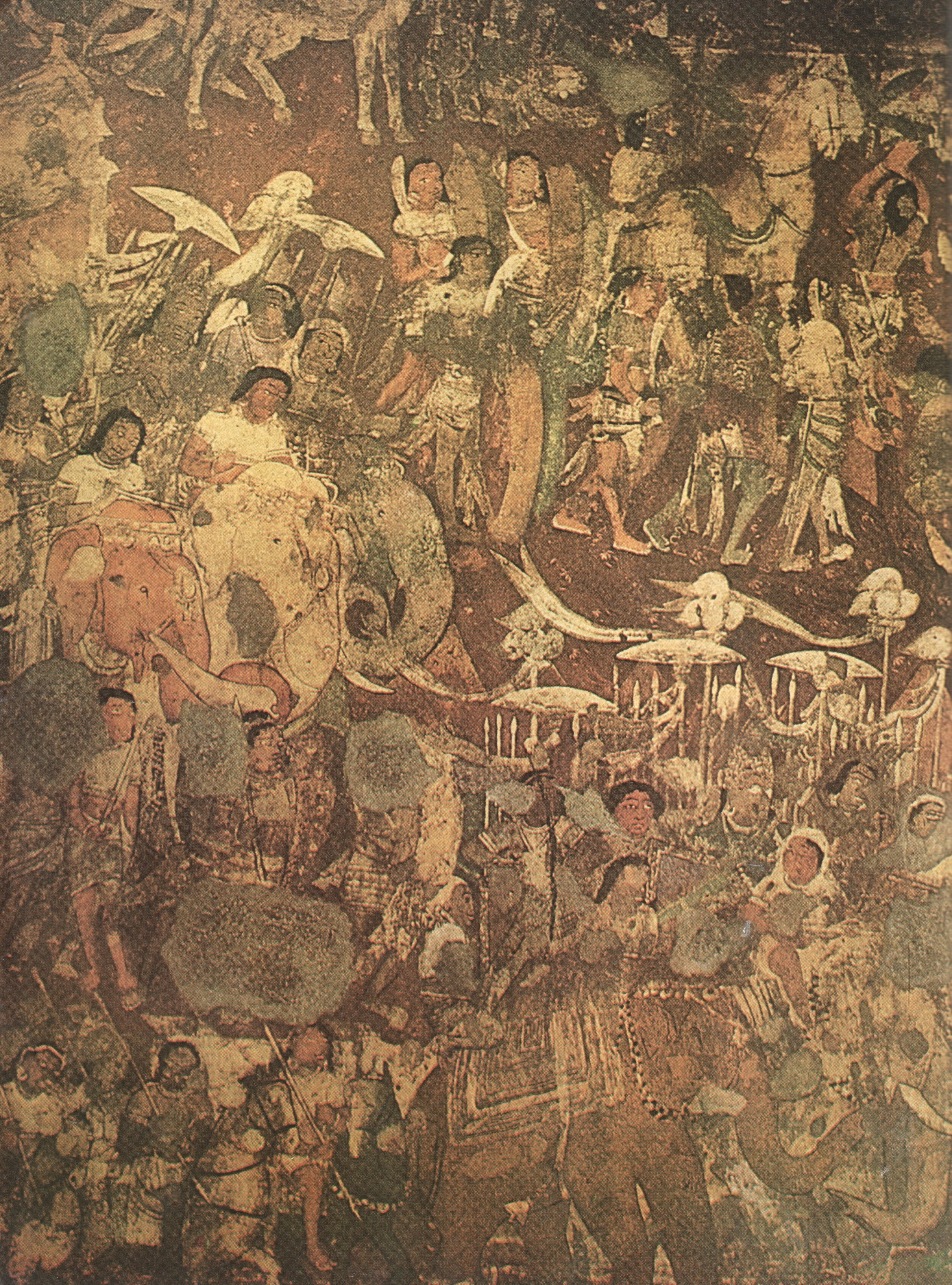
Зображення в печері Аджанта

Вважають, що Віджая вирушив з Індії і підкорив Цейлон приблизно в той самий час, коли жив Гаутама-Будда. В печерах Аджанти зображений Віджая, який переправляється через море з кіньми та слонами. Він дав острову назву «Сінхала двип», від слова сингха - лев.